# Juan Pérez de Menacho
Juan Pérez de Menacho (Lima, 5 de febrero de 1565–Lima, 20 de enero de 1626) fue un teólogo jesuita.
Hijo de Esteban Pérez e Isabel Menacho. Ingreso la Noviciado jesuita en 1583. Se recibió de sacerdote en 1598.
Condujo la cátedra de Teología en el Colegio San Bernardo del Cuzco de 1598 a 1601, y en el Colegio Máximo de San Pablo de Lima de 1601 a 1621. En la Universidad de San Marcos de 1601 a 1605 y de 1620 a 1624. Fue calificador y consultor del Tribunal del Santo Oficio.Fue consejero de los virreyes Luis de Velasco, Marqués de Salinas; Gaspar de Zúñiga y Acevedo, Conde de Monterrey y Juan de Mendoza y Luna, Marqués de Montesclaros.
Fue seguidor de Santo Tomás de Aquino, pero en sus lecciones utilizó también doctrinas de San Agustín y de los neoplatónicos. Según Felipe Barreda Laos, Pérez de Menacho consideraba que el mal no es una privación sino una entidad real.

## Obras
- Commentarii Summa Theologiae Santo Thomae, 6 volúmenes.
- Theologiae moralis tractatus, 2 volúmenes.
- Tractatus Preceptis Eclesiae
- Privilegios de la Compañía de Jesús
- Preeminencias de las iglesias catedrales respecto de sus sufraganeas
- Censuras y bulas de la Santa Cruzada
- Conciencia errónea.
- Consejos morales.
- El decálogo.
- Vida, virtudes y revelaciones de Rosa de Santa María.
- Privilegios de los indios